# 新潟県立長岡大手高等学校
新潟県立長岡大手高等学校（にいがたけんりつながおかおおてこうとうがっこう）は、新潟県長岡市にある県立高等学校である。略称は大手（おおて）。

## 概要

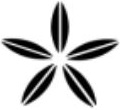
校章

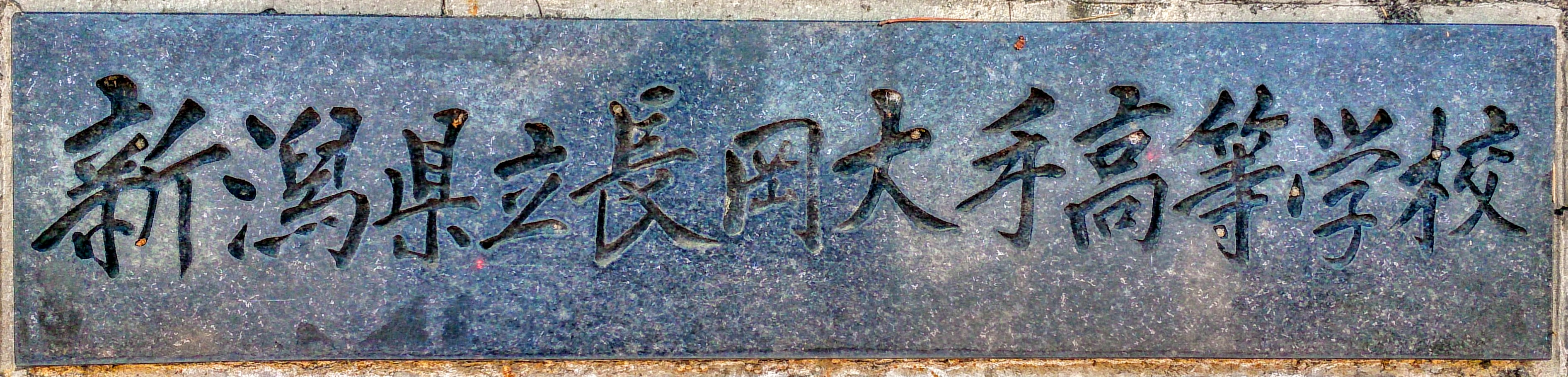
学校表示

本校の起源は1903年に開校した長岡高等女学校の開校に遡る。半世紀以上、女子高としての歴史があったが1974年に共学化された。
かつては定時制や女子高時代に設置された専門学科の保育科・被服科があったが、共学化を経て現在は廃止されている。
校訓は「済美の精神」（せいびのせいしん）と定められているが、この名称は文化祭の「済美祭」（せいびさい）、生徒会の「済美会」（せいびかい）、さらには大手高校の会館「済美会館」（せいびかいかん）の名称にも用いられている。

### 特色
普通科では上級学校の進学に対応したカリキュラムが編成されており、水曜日を除いた月～金曜日は55分×6コマ授業が実施されている。（水曜日のみ50分×7コマ）

### 進路
2016年以降の近年 は普通科を中心に、上級学校（4年制大学）に進学する生徒が多く見受けられる。

#### 普通科
国公立学校では県内の新潟大学や上越教育大学 をはじめ、県外の筑波大学・東北大学 などに、私立学校では早稲田大学・法政大学・近畿大学 などの4年制大学に現役で進学する生徒が多く存在する。

#### 家政科
2016年以降の近年 は、専修学校や短期大学に進学する生徒が多く見受けられる。

## 設置課程
- 全日制課程
  - 普通科[1]（6学級・240名[1]）
  - 家政科[1]（1学級・40名[1]）

※本校設置の部活動が強化指定を受けているため、特色化選抜（スポーツ・水泳）が実施されている。

### 廃止された課程
- 全日制課程
  - 被服科（設置：1950年度・募集停止：2008年度・廃止：2010年度）
  - 保育科（設置：1950年度・廃止：2000年度）
- 定時制（廃止：1970年度）

## 校歌
- 共学化前
  - 作詞：相馬御風・作曲：中山晋平
- 共学化後
  - 作詞：西脇順三郎・作曲：三善晃

## 沿革
- 1903年5月1日 - 古志郡立長岡髙等女學校として古志郡長岡町大字新町に開校する。
- 1907年3月8日 - 長岡市立長岡髙等女學校と改称。
- 1907年4月1日 - 新潟縣立長岡髙等女学校と改称。
- 1948年4月1日 - 学制改革により、新潟県立長岡女子髙等学校となる。
- 1948年5月30日 - 定時制を設置。
- 1950年4月1日 - 被服科・保育科を設置。
- 1950年6月25日 - 新潟県立第二長岡高等学校と改称。
- 1963年4月1日 - 家政科を設置。
- 1966年9月1日 - 新町から現在地に移転。
- 1967年4月1日 - 新潟県立長岡大手高等学校と改称。
- 1970年3月31日 - 定時制を閉課。
- 1974年4月8日 - 男女共学開始。
- 1976年12月17日 - 新校歌制定。
- 1980年10月8日 - 第2グラウンド落成。
- 2000年3月31日 - 保育科を閉科。
- 2002年10月26日 - 創立100周年記念式典を厚生会館にて挙行。（記念公演：田部井淳子）
- 2008年4月1日 - 被服科募集停止。
- 2010年3月31日 - 被服科を閉科。

## 生徒会
生徒会組織は「済美会」（せいびかい）と称する。

## 部活動
- 運動部[1]
  - ハンドボール部
  - バレーボール部
  - ソフトテニス部
  - テニス部※
  - バスケットボール部※
  - スキー部
  - 登山部
  - 陸上競技部
  - バドミントン部
  - 野球部
  - 体操部
  - 剣道部
  - ソフトボール部
  - 水泳部※☆
  - ダンス部
  - サッカー部
  - 卓球部

注釈
※印は県教育委員会より平成19年度スポーツ活動推進重点校に指定（テニス部・バスケットボール部は女子のみ）
☆印は平成29年度新潟県高校スポーツ強化科指定校に指定
- 文化部[1]
  - 文学部
  - 生物部
  - 地学部
  - 英語部
  - 音楽部
  - 書道部
  - 美術部
  - 写真部
  - 演劇部
  - 茶道部
  - 生花部
  - 琴部
  - 漫画研究部
  - 放送部○
- 同好会[1]
  - 軽音同好会

注釈
○印は平成29年度全国大会出場

## 課外活動

### 長岡高校生ラーメン選手権
本校は長岡商工会議所が主催する「長岡高校生ラーメン選手権」に3年生が例年出場している。2018年度の大会では家政科のグループが考案した「乙女麺」（おとめん）が審査員特別賞を受賞 し、県内を中心に全国各地でラーメン店を展開する「ちゃーしゅうや武蔵」によって商品化された。販売はCoCoLo長岡店とリバーサイド千秋内の店舗で行われ、同年10月末まで1日限定20食販売 された。

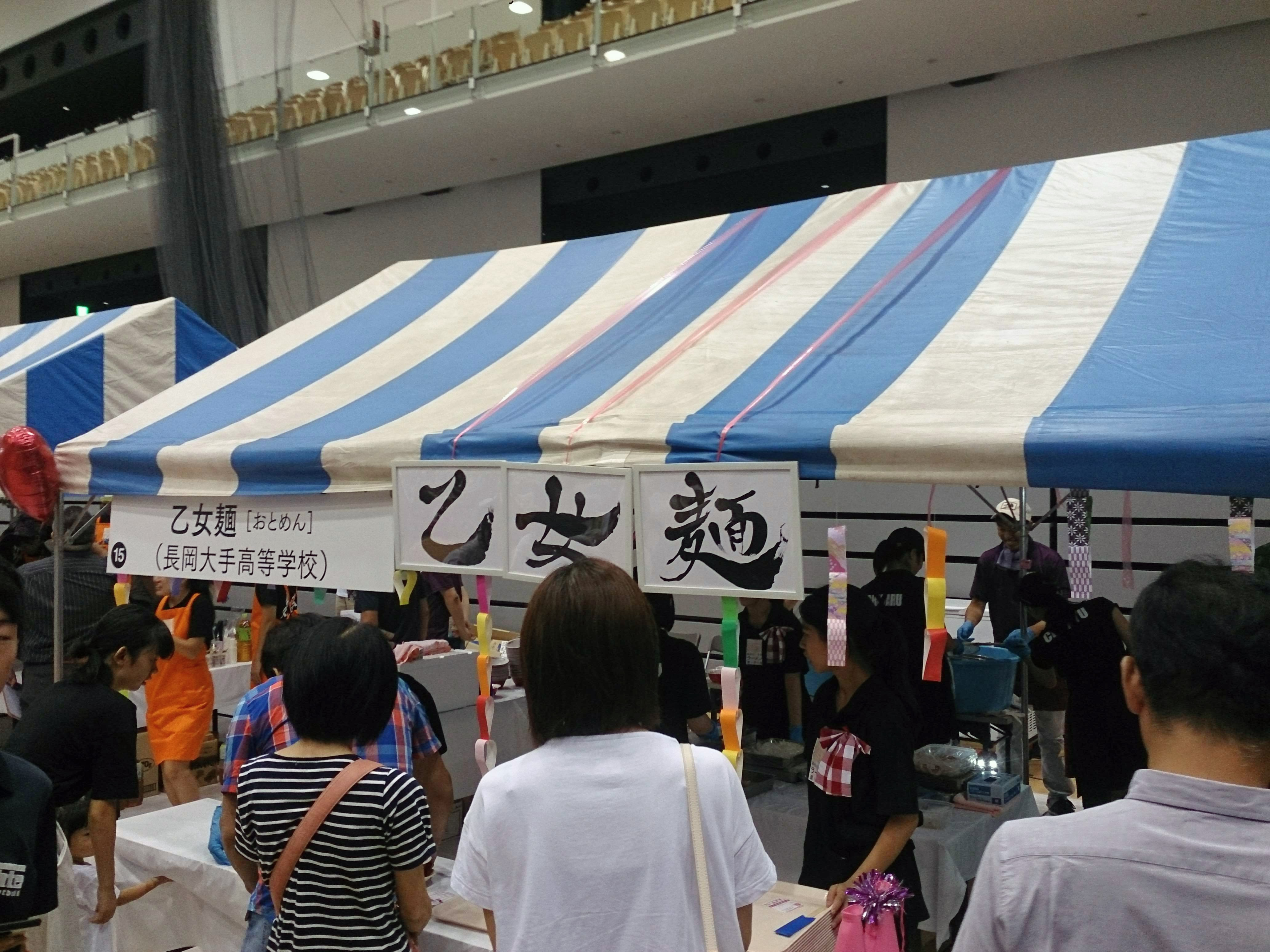
ラーメン選手権の「乙女麺」販売会場
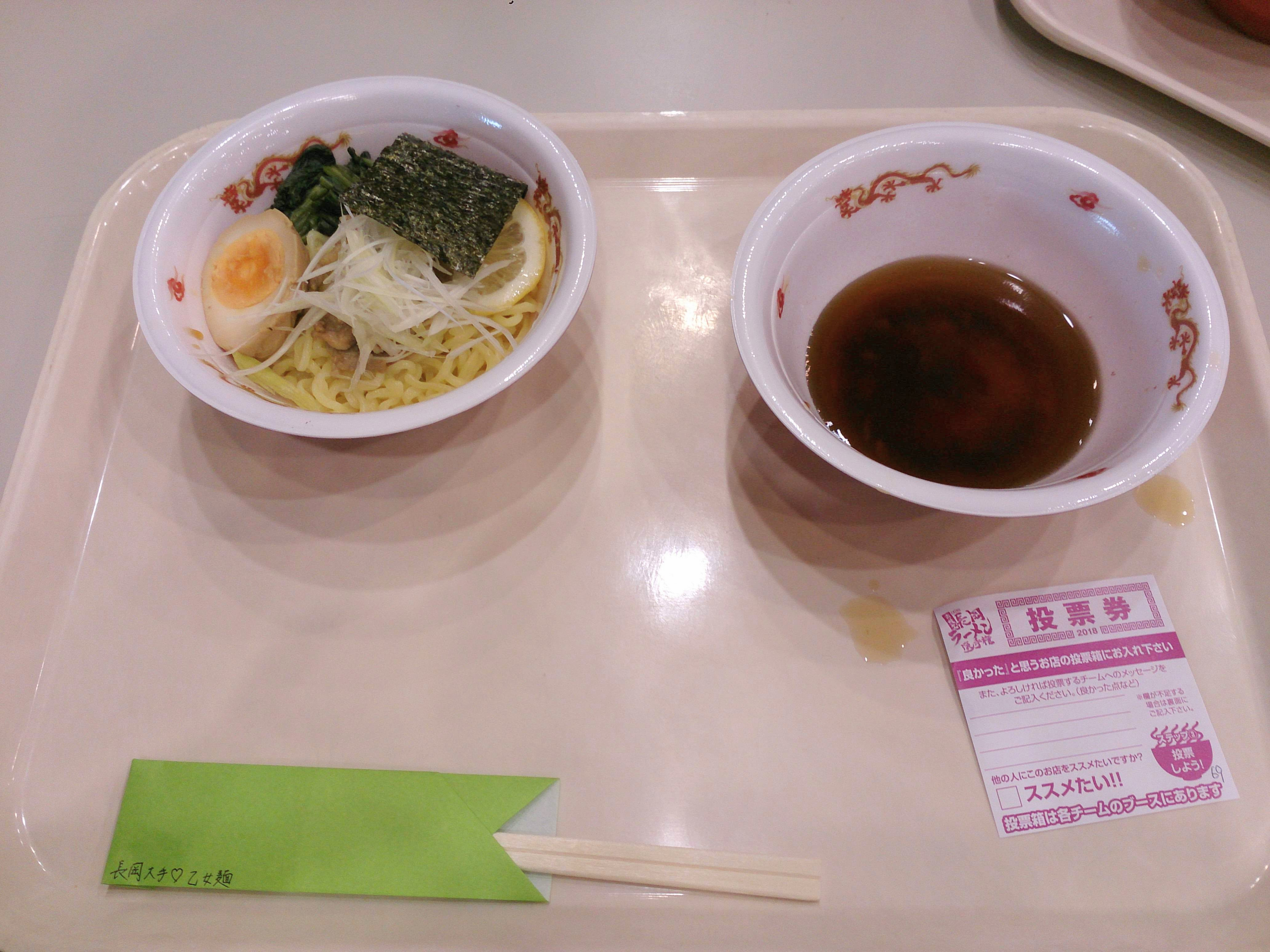
選手権に出品された「乙女麺」
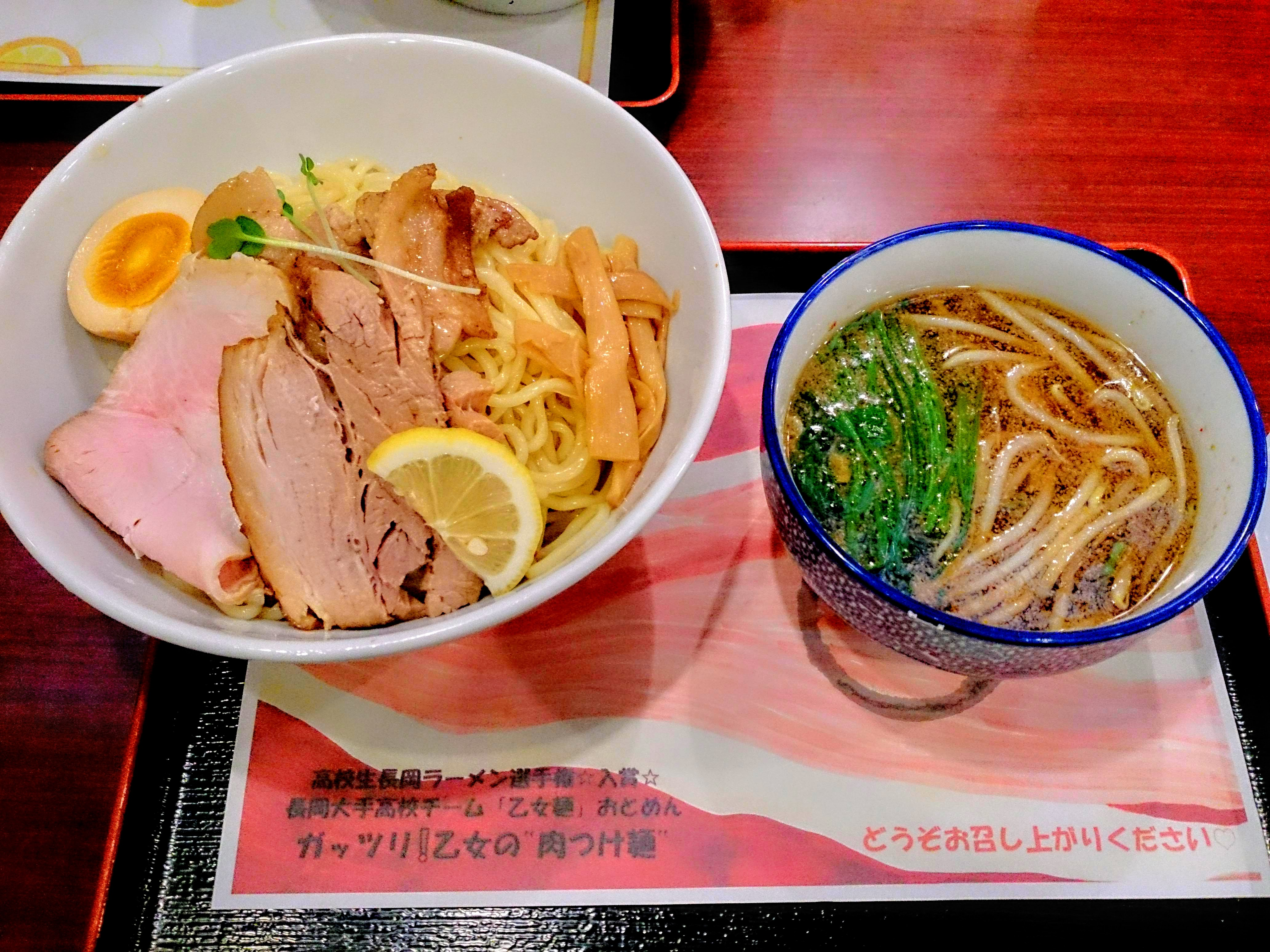
製品化された「乙女麺」（ちゃーしゅうや武蔵・CoCoLo長岡店）

## ギャラリー

### 校舎

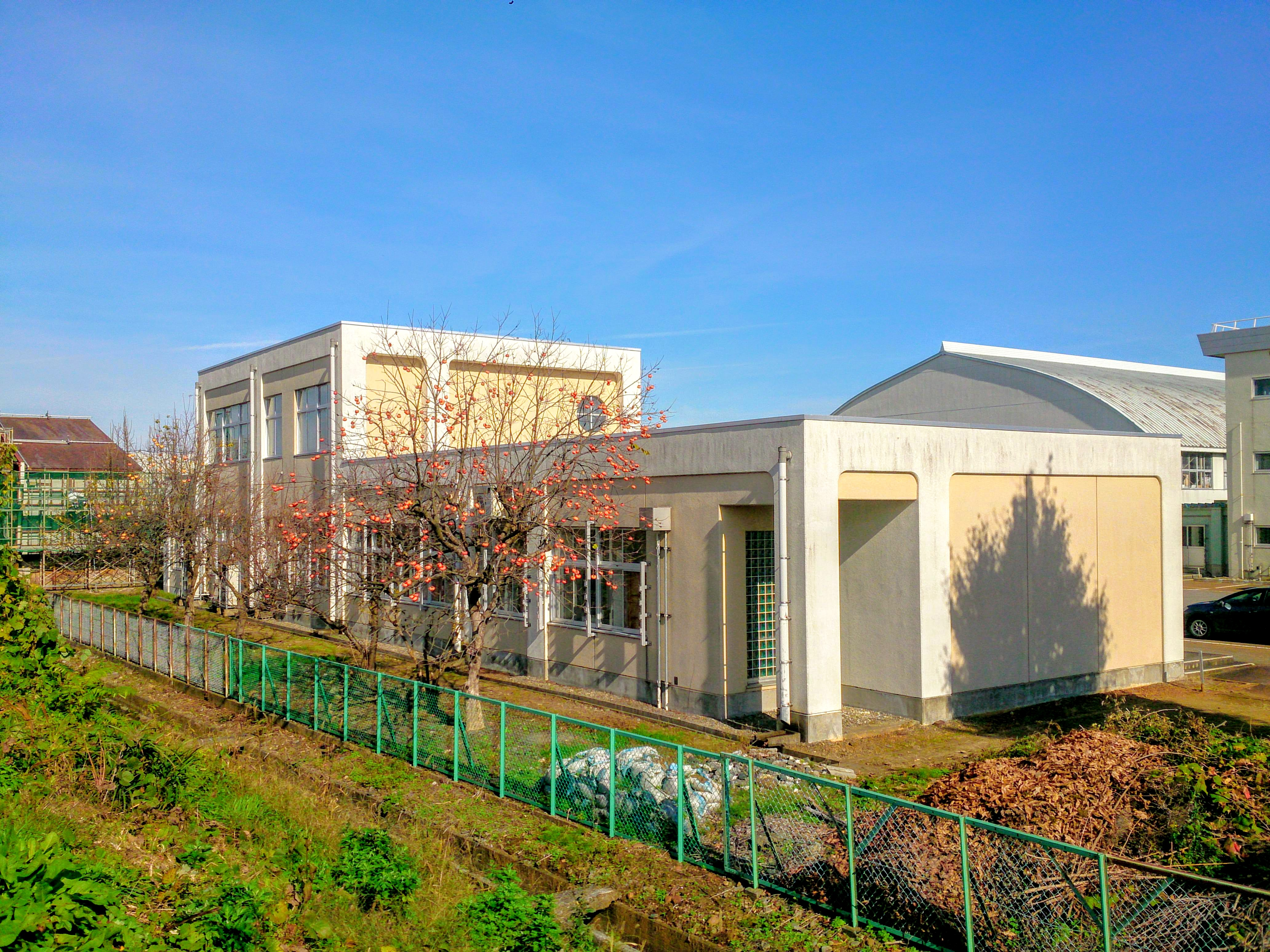
校舎
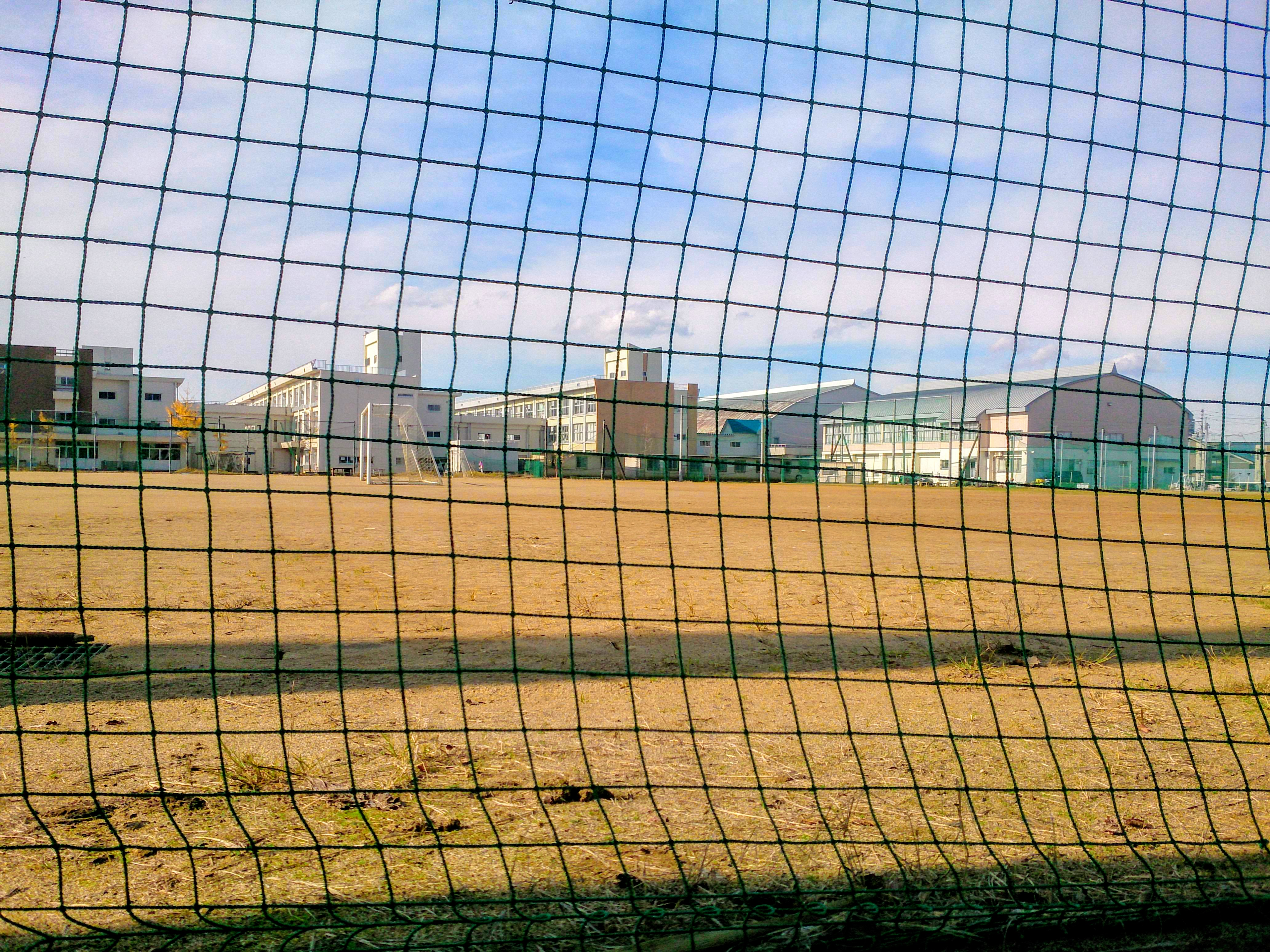
校舎全景（左から教室棟・体育館）
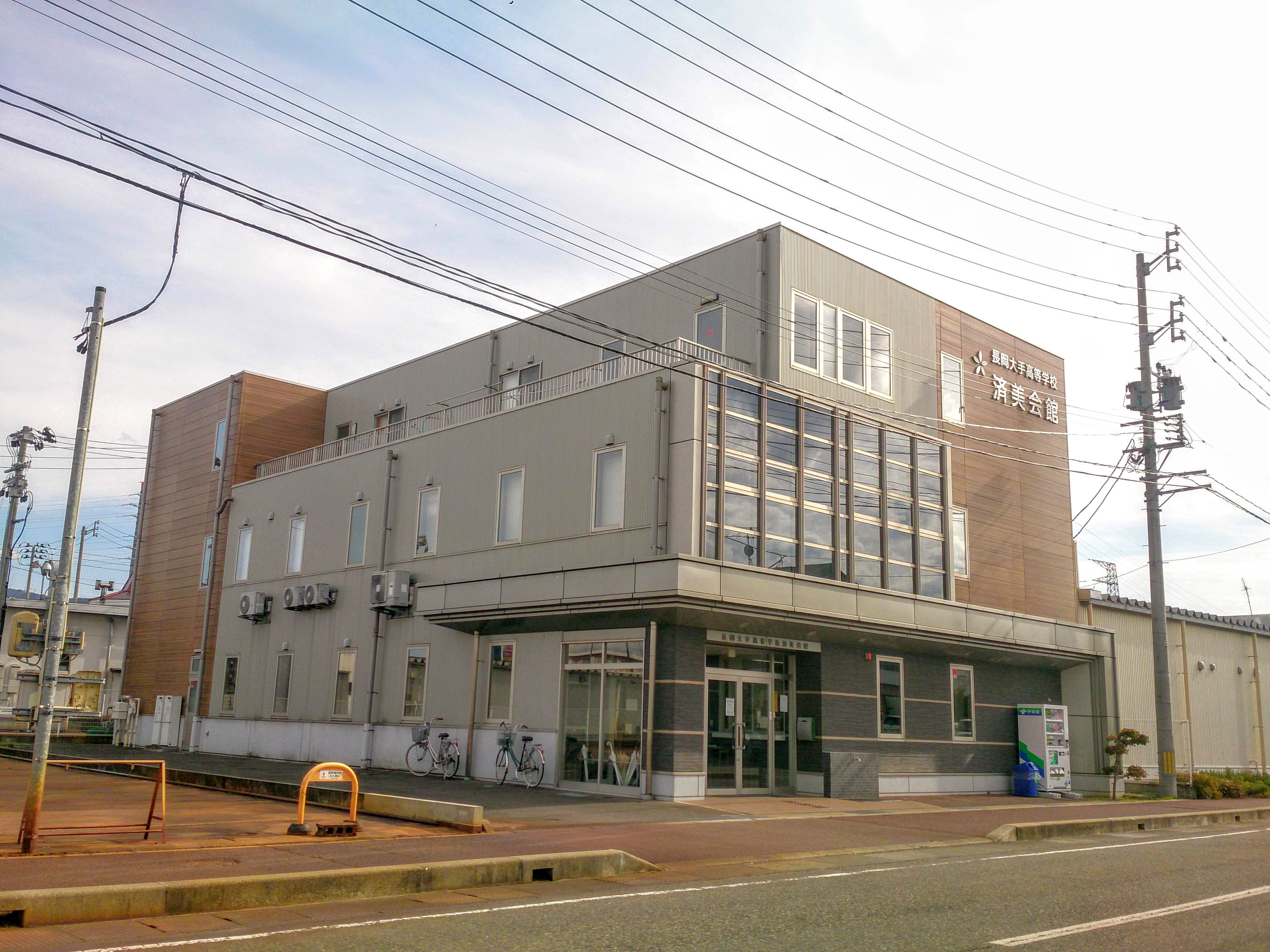
道を挟んだSC側に所在する「済美会館」

### 学校周辺

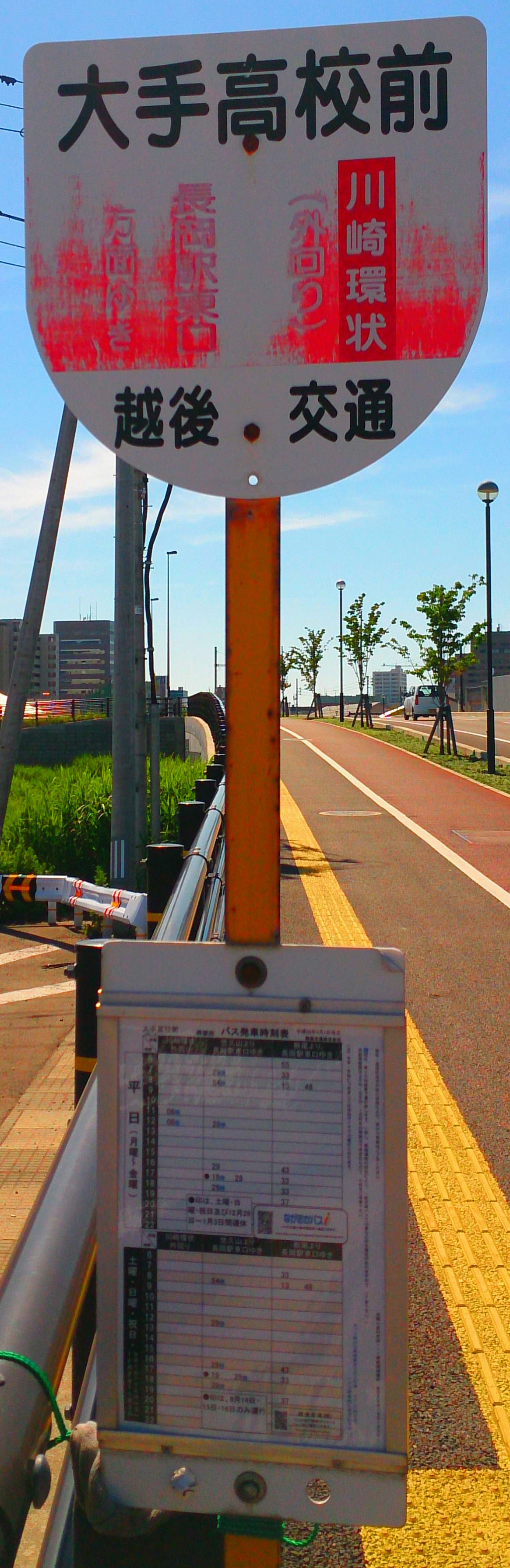
最寄りのバス停「大手高校前」（越後交通）

## 年間行事
以下は2018年度スクールガイドに基づく年間行事の一覧である
- 4月 -  入学式・新任式・1学期始業式
- 5月 - 中間考査・生徒総会
- 6月 - 体育祭
- 7月 - 期末考査・スポーツ大会・長岡高校生ラーメン選手権
- 9月 - 済美祭（文化祭）・東山大遠足（この遠足はナニコレ珍百景に登録されている[4]）・オープンスクール
- 10月 - 中間考査
- 11月 - 修学旅行（2年）
- 12月 - 期末考査・スポーツ大会（3年除く）
- 1月 - 課題テスト・センター試験・3年学年末考査
- 2月 - 学校スキー（1年）・国立大学2次試験・学年末考査
- 3月 - 卒業式

(※長岡高校とは異なり修学旅行の実施は再開されている)

## 著名な出身者

### 長岡高等女学校
- 水島あやめ（映画脚本家・児童文学作家）

### 長岡女子高校
- 中澤桂（声楽家・ソプラノ歌手）

### 長岡大手高校

#### 普通科
- 天田輔（写真家）
- 荒木巴（お笑いマジシャン・大道芸人）
- 大高洋夫（俳優）
- 佐藤亜紀（小説家）
- スネオヘアー（ミュージシャン）
- 山崎まゆみ（温泉エッセイスト、ノンフィクション作家）
- 佐藤政志（陸上選手、陸上コーチ、スポーツコーチ）

#### 家政科
- 西山茉希（ファッションモデル・家政科）

### 著名な教職員
- 本多まつ江（教師・司法保護司・教誨師）

## 交通アクセス
- JR東日本（上越新幹線・信越本線・上越線）長岡駅（東口）より東口通りを東に向かって約1.2 km（徒歩：約15分）
- 越後交通・大手高校前バス停より徒歩すぐ